# John W. Considine Jr.
John W. Considine Jr. est un producteur de films et écrivain américain, né le 7 octobre 1898 à Spokane (État de Washington) et mort le 22 mars 1961 à Hollywood (Los Angeles) aux États-Unis.
Considine a produit les films Broadway Melody 1936 et Des hommes sont nés, tous deux oscarisés.

## Biographie
John W. Considine Jr. est le fils de l'impresario John Considine (en) (1868-1943). Avant de se consacrer à la production de films, Considine Jr. a étudié dans les universités de Stanford, Yale, Oxford et Heidelberg. 

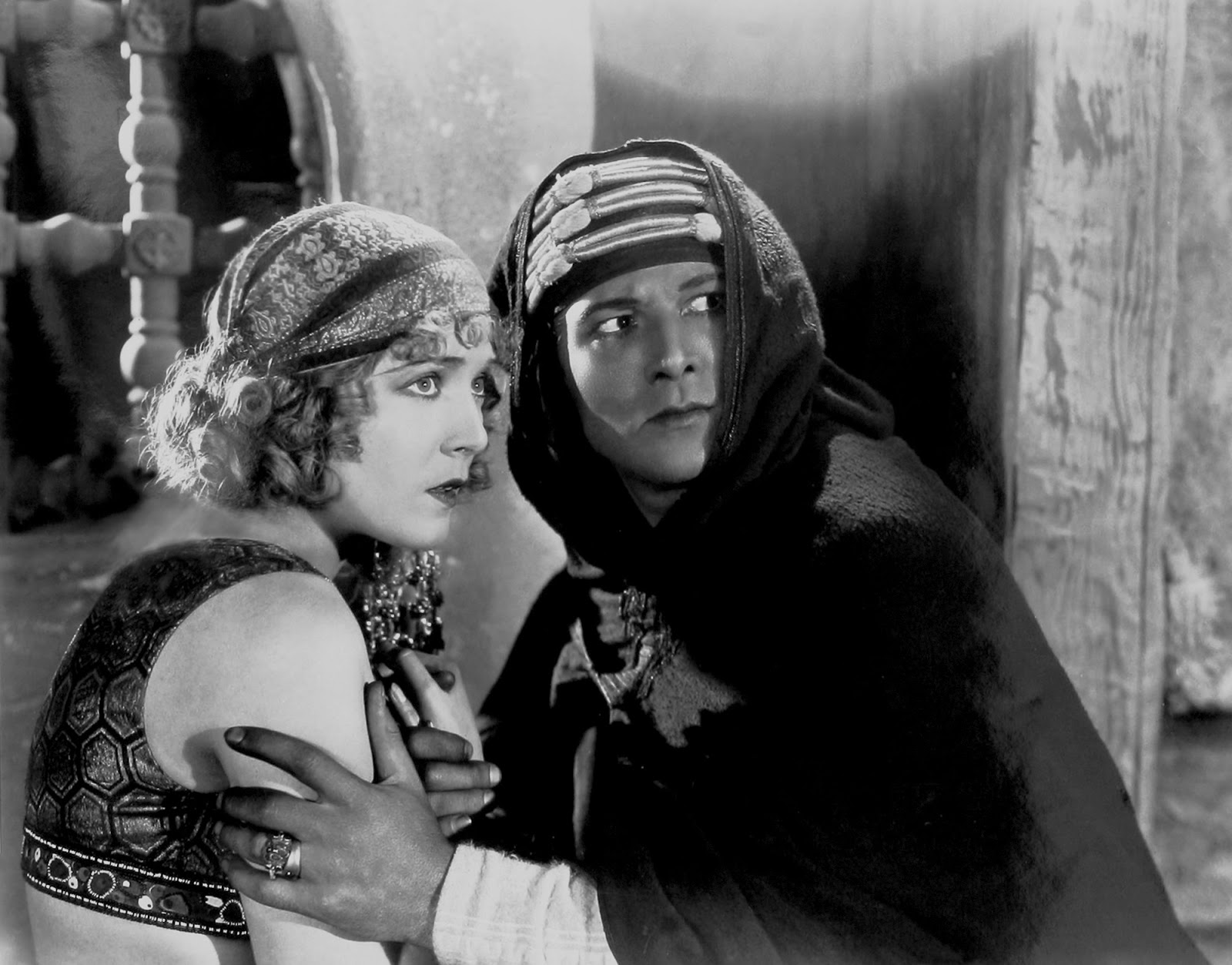
Vilma Bánky et Rudolph Valentino dans Le Fils du cheik en 1926.

Au milieu des années 1920, il travaille en tant que producteur de films dont de nombreux films populaires de cette époque. 
Son premier film Wild Justice produit en 1925 est réalisé par Chester M. Franklin. Il produit la même année L'Aigle noir réalisé par Clarence Brown d'après le roman Doubrovsky d'Alexandre Pouchkine et avec dans le rôle principal l'acteur Rudolph Valentino qui joue l'année suivante son dernier rôle dans le film Le Fils du cheik produit par Considine.
En 1935, il produit le film Broadway Melody 1936, qui a remporté l'Oscar de la meilleure chorégraphie en 1936 et a été nommé dans les catégories Oscar du meilleur film et Oscar de la meilleure histoire originale. En 1938, l'acteur Spencer Tracy remporte l'Oscar du meilleur acteur pour son rôle dans le film Des hommes sont nés produit par Considine et réalisé par Norman Taurog.
Il a travaillé pour différents sociétés de production telles que Joseph M. Schenck Productions, Fox Film Corporation, MGM ou Loews Corporation.
Il est le père des acteurs Tim Considine et John Considine qu'il a eu avec Carmen Considine, fille de l'impresario Alexander Pantages.

## Filmographie

### Comme producteur

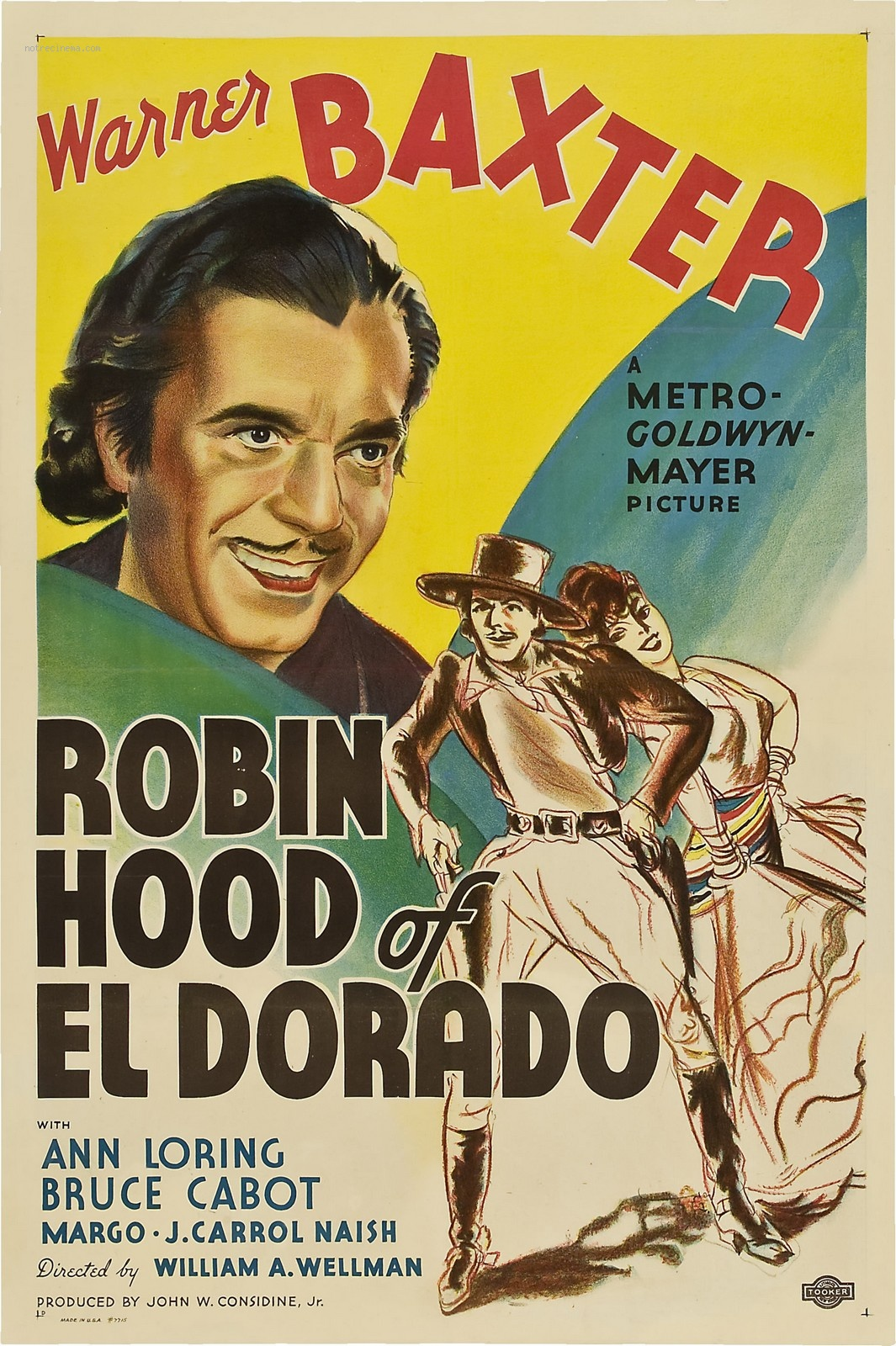
Affiche du film Robin des Bois d'El Dorado produit par Considine en 1936.

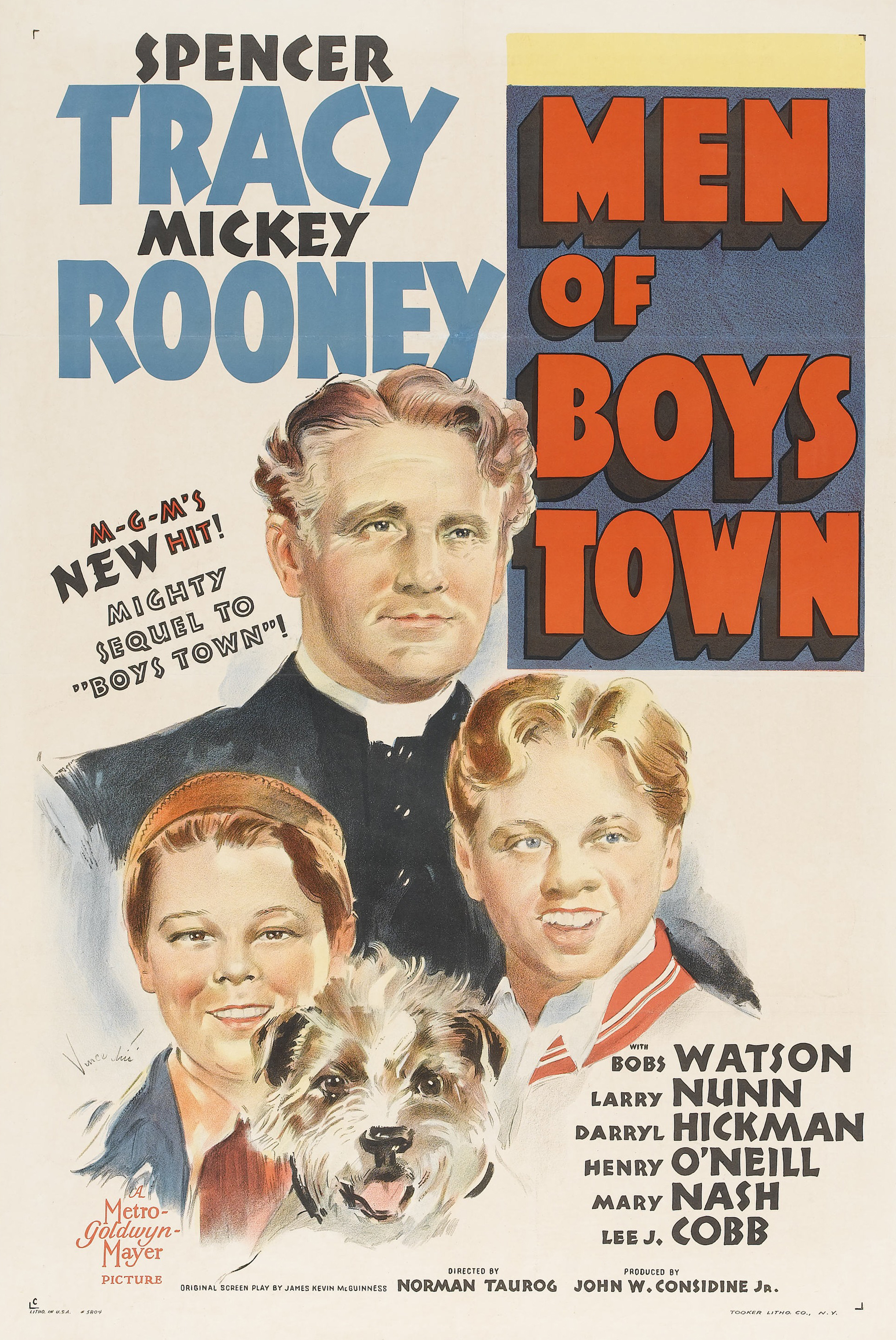
Affiche du film Des hommes vivront produit par Considine en 1941.

- 1925 : L'Aigle noir réalisé par Clarence Brown
- 1925 : Wild Justice réalisé par Chester M. Franklin
- 1926 : Le Fils du cheik réalisé par George Fitzmaurice
- 1927 : Two Arabian Knights réalisé par Lewis Milestone
- 1928 : Tempête réalisé par Sam Taylor et Lewis Milestone
- 1929 : L'Abîme réalisé par Ernst Lubitsch
- 1930 : Abraham Lincoln réalisé par D. W. Griffith
- 1930 : Le point faible (Be Yourself !) réalisé par Thornton Freeland
- 1930 : Vertige réalisé par Edward Sloman
- 1930 : Une nuit romanesque réalisé par Paul Ludwig Stein
- 1930 : The Bad One réalisé par George Fitzmaurice
- 1931 : Doctors' Wives réalisé par Frank Borzage
- 1931 : Don't Bet on Women réalisé par William K. Howard
- 1931 : Always Goodbye réalisé par William Cameron Menzies et Kenneth MacKenna
- 1932 : Une femme survint réalisé par John Ford
- 1932 : She Wanted a Millionaire réalisé par John G. Blystone
- 1933 : Le Tourbillon de la danse réalisé par Robert Z. Leonard
- 1933 : Peg o' My Heart réalisé par Robert Z. Leonard
- 1934 : Le Témoin imprévu réalisé par William K. Howard
- 1934 : La Joyeuse Fiancée réalisé par Jack Conway
- 1934 : Le Témoin imprévu (Evelyn Prentice) réalisé par William K. Howard
- 1934 : Miracle d'amour (Have a Heart) réalisé par David Butler
- 1934 : This Side of Heaven réalisé par William K. Howard
- 1934 : Sequoia réalisé par Chester M. Franklin et Edwin L. Marin
- 1935 : Broadway Melody 1936 réalisé par Roy Del Ruth
- 1935 : Les Mains d'Orlac réalisé par Karl Freund
- 1936 : Robin des Bois d'El Dorado réalisé par William A. Wellman
- 1936 : The Voice of Bugle Ann réalisé par Richard Thorpe
- 1936 : Absolute Quiet réalisé par George B. Seitz
- 1936 : Les Trois Revenants (Three Live Ghosts) réalisé par H. Bruce Humberstone
- 1937 : Valet de cœur réalisé par W. S. Van Dyke
- 1937 : Le Secret des chandeliers réalisé par George Fitzmaurice
- 1938 : Le Retour d'Arsène Lupin réalisé par George Fitzmaurice
- 1938 : Des hommes sont nés réalisé par Norman Taurog
- 1938 : Of Human Hearts réalisé par Clarence Brown
- 1938 : Hold That Kiss réalisé par Edwin L. Marin
- 1939 : Chantage réalisé par H. C. Potter
- 1939 : Avocat mondain réalisé par Edwin L. Marin
- 1939 : Stronger Than Desire réalisé par Leslie Fenton
- 1940 : La Vie de Thomas Edison réalisé par Clarence Brown
- 1940 : Third Finger, Left Hand réalisé par Robert Z. Leonard
- 1940 : La Jeunesse d'Edison réalisé par Norman Taurog
- 1941 : Des hommes vivront réalisé par Norman Taurog
- 1941 : Évitons le scandale ! (Design for Scandal) de Norman Taurog
- 1941 : Le Célibataire marié (Married Bachelor) réalisé par Norman Taurog et Edward Buzzell
- 1942 : Johnny, roi des gangsters réalisé par Mervyn LeRoy
- 1942 : Un drôle de lascar (A Yank at Eton) réalisé par Norman Taurog
- 1942 : Jackass Mail réalisé par Norman Z. McLeod
- 1943 : Three Hearts for Julia réalisé par Richard Thorpe
- 1943 : Salute to the Marines réalisé par S. Sylvan Simon

### Scénariste
- 1930 : Puttin' on the Ritz réalisé par Edward Sloman

### Réalisateur
- 1932 : Disorderly Conduct avec Spencer Tracy, Sally Eilers, El Brendel[2]